# Bitva na Trotině
Bitva na Trotině či bitva u Trotiny (užíván též starší název Trutina) byla menším válečným střetem mezi oddílem českého vojska knížete Vladislav I. vedeného Dětříškem Buzicem a vojskem polského knížete Boleslava III. Křivoústého po polském vpádu do Čech v rámci bojů o nástupnictví v českém knížectví. Odehrála se 8. října 1110 poblíž toku říčky Trotiny severně od Smiřic ve východních Čechách a skončila porážkou Vladislavových vojsk. Boleslavovy síly však české vojsko nepronásledovaly a ustoupily zpět mimo území Českého knížectví.

## Pozadí
Vztahy mezi panovníky českého a polského knížectví byly na počátku 12. století komplikované a napjaté. Vladislav I. nastoupil na český knížecí stolec roku 1109, jakožto nástupce Svatopluka I., zavražděného během tažení v Polsku. V předchozích letech se kníže podílel na sesazení Bořivoje II., v čemž byl nakonec se svými spojenci úspěšný, čímž však ještě zesílilo nepřátelství polského knížete Boleslava III. Během Vladislavovy cesty do Říše, kam odjel přijmout Čechy v léno, potom Bořivoj II. obsadil Prahu s opětovným nárokem vlády. Vladislav ovšem rychle získal podporu císaře Jindřicha V. – za 500 hřiven stříbra. Jindřich v lednu 1110 na setkání znepřátelených stran v Rokycanech potvrdil Vladislavovu vládu.
Kníže se poté hodlal tvrdě vypořádat se svými odpůrci. Mladší bratr Soběslav I. uprchl do Polska, kde na svoji stranu získal krále Boleslava III. Křivoústého; postupně došlo k několika polským vpádům do Čech. Patrně největší z nich proběhl během podzimu 1110. Polské vojsko podpořené českým oddílem pod vedením Soběslava překročilo koncem září hřebeny Krkonoš, aby se vyhnulo odhalení Čechy a postupovalo do vnitrozemí. Vladislav se o jeho přítomnosti v zemi dozvěděl až po několika dnech a urychleně svolal bojovou družinu do východních Čech. Obě vojska se setkala na opačných březích řeky Cidliny, kde proti sobě po několik dnů neúspěšně manévrovala ve vzájemné snaze vyprovokovat protivníka ke střetu. Došlo také k jednání obou stran na hradě Oldříš na soutoku Cidliny a Labe, která však nepřinesla závěry směřující k rozhodné bitvě a polské vojsko, s kořistí získanou pleněním českých obcí, se vydalo zpět k polské hranici. Vladislav pak rozhodl o pozvolném pronásledování Boleslavova voje.

## Průběh bitvy
O událostech bitvy informuje několik kronik vytvořených v pozdějších staletích, především pak Kosmova kronika a kronika Galla Anonyma, které se v základu shodují na následujícím průběhu střetu. Datum bitvy je téměř svorně udáváno k 8. říjnu 1110.
Boleslav, vědom si pronásledující armády za zády, překročil se svými muži řeku Trotinu a své vojsko rozdělil. Část se získanou kořistí, raněné a neschopné boje poslal kupředu v původním směru, a osobně pak vedl druhou části vojska, které mělo dost času na přípravu se Čechům v údolí toku postavit. Na český útok byl připraven také český Svatoplukův oddíl pod vedením jistého Skarbimíra. Předvoj českého vojska pod velením několika šlechticů, včetně Dětříška Buzice (Buzů) z rodu Buziců, se pak rozhodl napadnout Boleslava bez přípravy na bitvy. Nekoordinovaní útočníci zaútočili na polskou linii patrně současně a v plné šíři, což vedlo k odražení tohoto výpadu. Prameny zmiňují statečnost Dětříška Buzice, jež se se svým oddílem probil hluboko za nepřátelskou linii a posléze byl spolu s řadou svých mužů zabit.
Poražené české vojsko se následně dalo na ústup. V nepřehledném terénu bojiště však Boleslav nemohl vyhodnotit, zda v bitvě skutečně zvítězil a vydal tak rozkaz Čechy nepronásledovat v obavě z možné léčky.

## Hodnocení bitvy

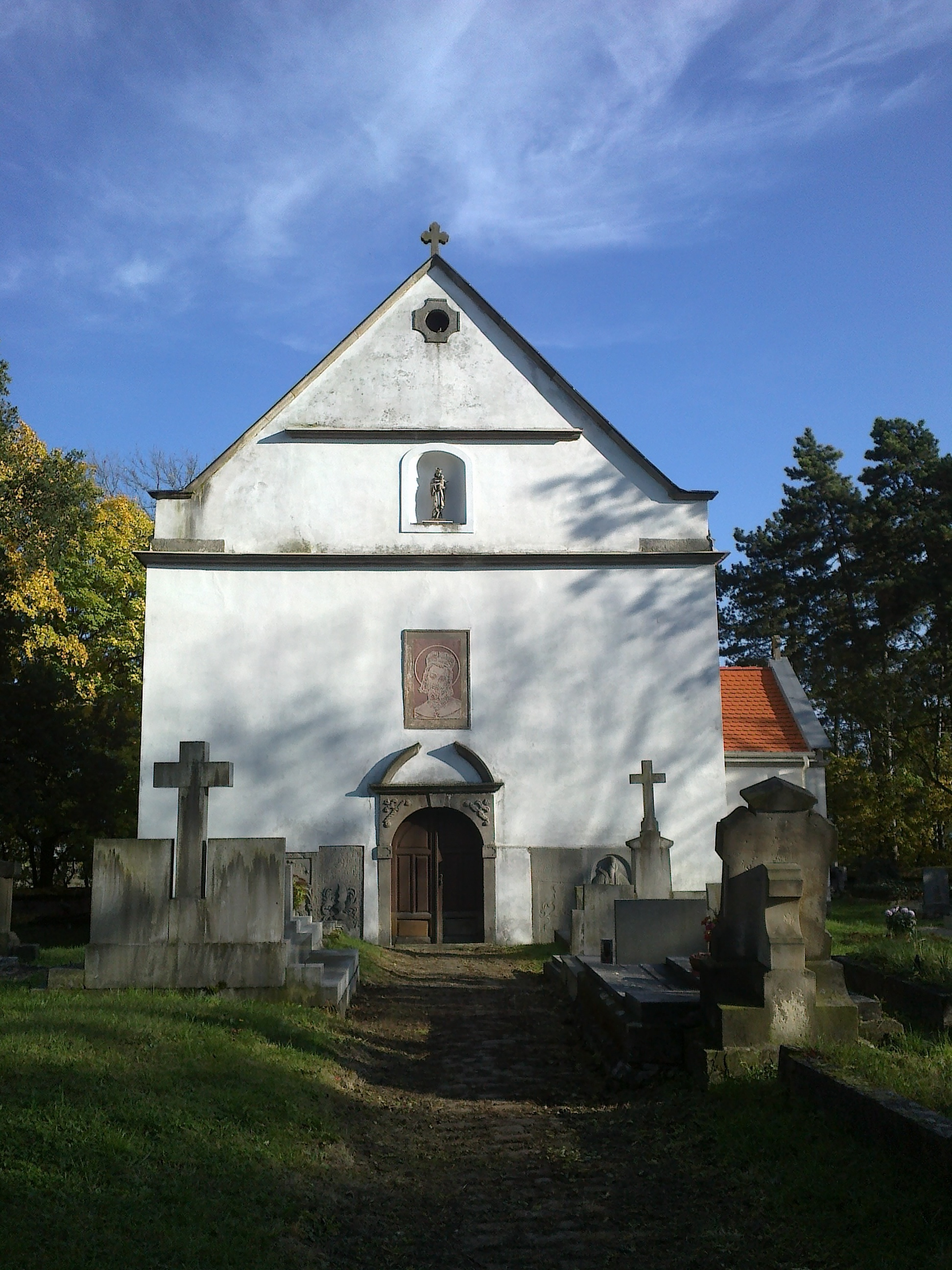
Kostel svatého Václava na Chloumku u obce Habřina

České vojsko v bitvě utrpělo poměrně těžkou porážku s vysokými ztrátami, tato bojová akce však napomohla odvrácení postupu a plenění polských bojovníků v Čechách a dalších ozbrojených pokusů o Soběslavův nástup na trůn. Po dalších jednáních se Soběslav nakonec díky Boleslavovi mohl vrátit roku 1111 z exilu a získal do správy různé úděly, mj. Žatecko.
S bitvou souvisí legenda o vzniku kostela svatého Václava na Chloumku u obce Habřina. Podle ní měl být během bitvy zraněn neznámý český zeman. Nepřátelskými ozbrojenci byl pronásledován až na úbočí Chloumku. Zde se schoval do jezevčí nory a zachránil si tak život. Z vděčnosti nechal postavit dřevěnou kapli zasvěcenou sv. Václavu, na jejímž místě byl později vybudován gotický kostelík. Legenda zároveň může sloužit jako jedno z vodítek k určení přesného místa bojového střetu.